# حديقة العروبة
حديقة العروبة هي منتزه مجتمعى وحديقة ترفيهية من أكبر حدائق القاهرة تقع في مدينة نصر حيث تشتهر الحديقة بأقامة المناسبات مثل الافراح والحفلات الموسيقية والحفلات العامة وبها العديد من الملاعب واماكن الترفيه للاطفال